# Paris-Tours 2007
La course cycliste Paris-Tours 2007 a eu lieu le dimanche 14 octobre 2007.

## Récit
La course est partie très vite, sous l'impulsion de 22 coureurs qui ont tenté de fausser compagnie au peloton. Cependant, après une poursuite difficile, le peloton a pu refaire son retard sur les fuyards, qui sont repris au kilomètre 93.
À partir de là, on assiste à un déroulement classique. David Boucher, Manuel Quinziato et Serge Pauwels, des équipes Landbouwkrediet, Liquigas et Chocolade Jacques, attaquent. Le peloton laisse faire et les échappés se retrouvent rapidement avec une avance confortable, jusqu'à atteindre 7 min 05 s au kilomètre 172. L'équipe Crédit agricole prend alors l'initiative de la chasse et sont rejoints peu après par les équipiers de la Quick Step-Innergetic. L'écart commence alors à diminuer inexorablement.
Alors qu'il ne reste plus que 40 km à parcourir, l'écart est descendu à 3 min 40 s. Quinziato décide alors d'accélérer, emmenant Boucher dans sa roue mais Pauwels ne peut pas suivre et se retrouve distancé. À 30 km du but, Quinziato en remet une couche et lâche à son tour Boucher. Cependant, Quinziato ne parviendra pas à rallier l'arrivée en solitaire et se fait avaler par le peloton au pied de la côte de l'Épan.
C'est le moment que choisit Philippe Gilbert pour attaquer. Il est immédiatement suivi par Karsten Kroon et Filippo Pozzato. Le trio creuse un léger écart sur des contre-attaquants ; Juan Antonio Flecha, Fabian Cancellara et José Iván Gutiérrez ont en effet eux aussi quitté le peloton. Cependant, l'entente des hommes de têtes est loin d'être parfaite. À l'arrière, le peloton se réorganise et reprend les contre-attaquants sur l'Avenue de Grammont. Devant, aucun coureur ne prend ses responsabilités et le peloton revient sur eux aux 700m.
Erik Zabel lance le sprint plein centre pour son leader Alessandro Petacchi, qui ne sera pas rejoint malgré la belle remontée de Francesco Chicchi sur le côté droit de la route.

## Classement final
| \| 1. Alessandro Petacchi \| Italie \| Milram \| en \| 5 h 32 min 37 s \| \| 2. Francesco Chicchi \| Italie \| Liquigas \| + \| m.t. \| \| 3. Óscar Freire \| Espagne \| Rabobank \| \| m.t. \| \| 4. Steven de Jongh \| Pays-Bas \| Quick Step-Innergetic \| \| m.t. \| \| 5. Allan Davis \| Australie \| Discovery Channel \| \| m.t. \| \| 6. Robbie McEwen \| Australie \| Predictor-Lotto \| \| m.t. \| \| 7. Alexandre Usov \| Biélorussie \| AG2R Prévoyance \| \| m.t. \| \| 8. Thor Hushovd \| Norvège \| Crédit agricole \| \| m.t. \| \| 9. Aurélien Clerc \| Suisse \| Bouygues Telecom \| \| m.t. \| \| 10. Romain Feillu \| France \| Agritubel \| \| m.t. \| \| 11. Erik Zabel \| Allemagne \| Milram \| \| m.t. \| \| 12. Gert Steegmans \| Belgique \| Quick Step-Innergetic \| \| m.t. \| \| 13. Carlos Da Cruz \| France \| La Française des jeux \| \| m.t. \| \| 14. Saïd Haddou \| France \| Bouygues Telecom \| \| m.t. \| \| 15. Leonardo Duque \| Colombie \| Cofidis \| \| m.t. \| |             |                       |    |                 |
| 1. Alessandro Petacchi | Italie      | Milram                | en | 5 h 32 min 37 s |
| 2. Francesco Chicchi | Italie      | Liquigas              | +  | m.t.            |
| 3. Óscar Freire | Espagne     | Rabobank              |    | m.t.            |
| 4. Steven de Jongh | Pays-Bas    | Quick Step-Innergetic |    | m.t.            |
| 5. Allan Davis | Australie   | Discovery Channel     |    | m.t.            |
| 6. Robbie McEwen | Australie   | Predictor-Lotto       |    | m.t.            |
| 7. Alexandre Usov | Biélorussie | AG2R Prévoyance       |    | m.t.            |
| 8. Thor Hushovd | Norvège     | Crédit agricole       |    | m.t.            |
| 9. Aurélien Clerc | Suisse      | Bouygues Telecom      |    | m.t.            |
| 10. Romain Feillu | France      | Agritubel             |    | m.t.            |
| 11. Erik Zabel | Allemagne   | Milram                |    | m.t.            |
| 12. Gert Steegmans | Belgique    | Quick Step-Innergetic |    | m.t.            |
| 13. Carlos Da Cruz | France      | La Française des jeux |    | m.t.            |
| 14. Saïd Haddou | France      | Bouygues Telecom      |    | m.t.            |
| 15. Leonardo Duque | Colombie    | Cofidis               |    | m.t.            |